# 데이비드 조이
데이비드 조이(David Zowie)는 잉글랜드의 DJ, 음악 프로듀서이다. 대표곡은 "House Every Weekend"이다.